# Associazione Musulmana del Littorio
Die Associazione Musulmana del Littorio war eine politische Partei in Italienisch-Libyen.
Sie wurde im Jahre 1939 als der muslimische Zweig der Faschistischen Partei des Königreichs Italien gegründet. Die Partei wurde von den Alliierten während der Invasion von Italien im Jahr 1943 aufgelöst.